# California City
California City, fundada en 1965, es una ciudad ubicada en el condado de Kern en el estado estadounidense de California. En el año 2000 tenía una población de 12,956 habitantes y una densidad poblacional de 2,403.2 personas por km².

## Geografía
California City se encuentra ubicada en las coordenadas 35°7′N 117°59′O / 35.117, -117.983. Según la Oficina del Censo, la ciudad tiene un área total de 527,4 km² (203,6 mi²), de la cual 527,4 km² (203,6 mi²) es tierra y 0,2 km² (0,1 mi²) (0.04%) es agua.

## Demografía
Según la Oficina del Censo en 2000 los ingresos medios por hogar en la localidad eran de $45,735, y los ingresos medios por familia eran $51,402. Los hombres tenían unos ingresos medios de $44,657 frente a los $28,152 para las mujeres. La renta per cápita para la localidad era de $19,902. Alrededor del 17.3% de la población estaban por debajo del umbral de pobreza.